# Гаужани (Валча)
Гаужани (рум. Găujani) насеље је у Румунији у округу Валча у општини Боишоара. Oпштина се налази на надморској висини од 608 m.

## Становништво
Према подацима из 2002. године у насељу је живело 583 становника, од којих су сви румунске националности.